# E. Hitler & Luftwaffe - Mannen Utan Hjärna
E. Hitler & Luftwaffe - Mannen Utan Hjärna er en kassette af Errol Norstedt fra 1976, hvor han for første gang bruger pseudonymet E. Hitler & Luftwaffe. Foruden sange indeholder kassetten sketcher med blandt andet Efraim Barkbit, Roger Ballis og Greve von Bögröv (Bögröv blir Bøsserøv på dansk, på senere kassetter fik han navnet Greve von Boegroeff), som var tilbagevendende figurer i Norstedts kassetteproduktion.
Sangen "Ta Och Klipp Dig" fik en ny optagelse på kassetten Bonnatwist fra 1985.
Sangen "Jag Vill Runka Balle" fik en ny optagelse på kassetten E. Hitler & Luftwaffe Nr. 2 fra 1977.
Sangen "Ta Mig I Röven, Pojkar!" er blevet optaget flere gange på nyt på kassetterne E. Hilter & Luftkaffe Nr. 1 fra 1977, E. Hitler & Luftwaffe Nr. 3 Del 1 fra 1979 og Fräckisar fra 1985.

## Spor
Alle sange skrevet og komponeret af Errol Norstedt. 
| 1. | "Negerjäv'll (Roger Ballis)"                     | 02:12 |
| 2. | "Ta Och Klipp Dig (Roger Ballis)"                | 02:55 |
| 3. | "Jag Vill Runka Balle (Roger Ballis)"            | 02:19 |
| 4. | "Come Give Me Your Lovin'"                       | 01:45 |
| 5. | "Kärleken E' Stor"                               | 01:57 |
| 6. | "Hubbes Norton Sport"                            | 02:27 |
| 7. | "Jag Har En Kraftig Saftig Röv (Efraim Barkbit)" | 02:54 |
| 8. | "Ta Mig I Röven, Pojkar! (Greve von Bögröv)"     | 03:03 |
| 9. | "Jag Vill Hem"                                   | 02:51 |

### Sangtitler på dansk
- Negerjäv'll - Negerdjævel.
- Ta Och Klipp Dig - Tag Og Klip Dig.
- Jag Ville Runka Balle - Jeg Vil Spille Bolden.
- Kärleken E' Stor - Kærligheden Er Stor.
- Ta Mig I Röven, Pojkar! - Tag Mig I Røven, Drenge!
- Jag Vill Hem - Jeg Vil Hjem.